# Андрій Андрійович
Андрі́й Андрі́йович, або королевич Андраш (угор. Árpád-házi András; ? — 1233) — угорський королевич з династії Арпадів, правитель Галицького князівства (1227—1230, 1232—1233).
Син угорського короля, правителя Галичини Андраша (Андрія) II, брат угорського короля Бели IV та Коломана Галицького — іншого претендента на галицьку корону.
Онук української княжни Єфросинії, правнук Великого князя Київського Мстислава Великого.

## Біографія
Точна дата народження невідома. Після низки невдалих походів в Галицьку землю у 1210-х роках угорський король Андраш ІІ вирішив дипломатично вирішити проблему Галичини та видав свого сина Андрія за дочку тодішнього галицького князя, Мстислава Удатного. Після поразки на Калці у 1223 році сили Мстислава та його союзників були значно послаблені. За цих умов він, за наполяганням бояр, у 1227 році добровільно передав Андрію Андрійовичу Галицьке князівство, у якому Андрій правив загалом двічі. Весною 1230 року, під час штурму Галича військами Данила Романовича, потрапив у полон, однак незабаром був звільнений.
Після конфлікту Данила з белзьким князем Олександром Всеволодовичем останній привів з собою угрів та королевича, якому бояри й передали владу в Галицькій землі.
Помер від голоду під час другої облоги Галича військами князя Данила Романовича у 1233 році.